# Russell Hicks
Russell Hicks (Baltimora, 4 giugno 1895 – Los Angeles, 1º giugno 1957) è stato un attore statunitense.

## Filmografia parziale

### Cinema
- Nascita di una nazione (The Birth of a Nation), regia di David Wark Griffith (1915)
- Gentlemen Are Born, regia di Alfred E. Green (1934)
- Il lupo scomparso (The Case of the Howling Dog), regia di Alan Crosland (1934)
- Verso la felicità (Happiness Ahead), regia di Mervyn LeRoy (1934)
- Rivalità senza rivali (Ladies Crave Excitement), regia di Nick Grinde (1935)
- Ladies Love Danger, regia di H. Bruce Humberstone (1935)
- L'artiglio giallo (Charlie Chan in Shanghai), regia di James Tinling (1935)
- La nave di Satana (Dante's Inferno), regia di Harry Lachman (1935)
- Il cardinale Richelieu (Cardinal Richelieu), regia di Rowland V. Lee (1935)
- Living on Velvet, regia di Frank Borzage (1935)
- The Woman in Red, regia di Robert Florey (1935)
- Hearts in Bondage, regia di Lew Ayres (1936)
- Sea Spoilers, regia di Frank R. Strayer (1936)
- The Big Broadcast of 1938, regia di Mitchell Leisen (1938)
- Il vascello maledetto (Kidnapped), regia di Alfred L. Werker e Otto Preminger (1938)
- Gateway, regia di Alfred L. Werker (1938)
- A nord di Shanghai (North of Shanghai), regia di D. Ross Lederman (1939)
- Boy Trouble , regia di George Archainbaud (1939)
- Boy Slaves, regia di P.J. Wolfson (1939)
- Il sosia innamorato (Honolulu), regia di Edward Buzzell (1939)
- D'Artagnan e i tre moschettieri (The Three Musketeers), regia di Allan Dwan (1939)
- I Was a Convict, regia di Aubrey Scotto (1939)
- La vita di Vernon e Irene Castle  (The Story of Vernon and Irene Castle), regia di H.C. Potter (1939)
- La sposa di Boston (The Story of Alexander Graham Bell), regia di Irving Cummings (1939)
- Un angolo di cielo (East Side of Heaven), regia di David Butler (1939)
- Hotel Imperial, regia di Robert Florey (1939)
- La via dei giganti (Union Pacific), regia di Cecil B. DeMille (1939)
- La strage di Alamo (Man of Conquest), regia di George Nichols Jr. (1939)
- L'esploratore scomparso (Stanley and Livingtone), regia di Henry King (1939)
- Hotel for Women, regia di Gregory Ratoff (1939)
- Our Leading Citizen, regia di Alfred Santell (1939)
- La gloriosa avventura (The Real Glory), regia di Henry Hathaway (1939)
- Inferno dei tropici (Rio), regia di John Brahm (1939)
- Hollywood Cavalcade, regia di Irving Cummings, Buster Keaton, Malcolm St. Clair (1939)
- Bad Little Angel, regia di Wilhelm Thiele (1939)
- Il dominatore del mare (Rulers of the Sea), regia di Frank Lloyd (1939)
- Joe and Ethel Turp Call on the President, regia di Robert B. Sinclair (1939)
- The Honeymoon's Over, regia di Eugene Forde (1939)
- The Big Guy, regia di Arthur Lubin (1939)
- Il canto del fiume (Swanee River), regia di Sidney Lanfield (1939)
- America's Safest Tire, regia di Jean Yarbrough - cortometraggio (1939)
- Alla ricerca della felicità (The Blue Bird), regia di Walter Lang (1940)
- Parole Fixer, regia di Robert Florey (1940)
- Il prigioniero (Johnny Apollo), regia di Henry Hathaway (1940)
- Carovana d'eroi (Virginia City), regia di Michael Curtiz (1940)
- Enemy Agent, regia di Lew Landers (1940)
- La taverna dei sette peccati (Seven Sinners), regia di Tay Garnett (1940)
- Bufera mortale (The Mortal Storm), regia di Frank Borzage (1940)
- Arkansas Judge, regia di Frank McDonald (1941)
- Fred il ribelle (Western Union), regia di Fritz Lang (1941)
- Bionda fragola (The Strawberry Blonde), regia di Raoul Walsh (1941)
- Il club del diavolo (A Man Betrayed), regia di John H. Auer (1941)
- La grande menzogna (The Great Lie), regia di Edmund Goulding (1941)
- Sangue e arena (Blood and Sand), regia di Rouben Mamoulian (1941)
- Il bazar delle follie (The Big Store), regia di Charles Reisner (1941)
- Il sergente York (Sergeant York), regia di Howard Hawks (1941)
- L'inafferrabile spettro (Hold That Ghost), regia di Arthur Lubin (1941)
- Bombardieri in picchiata (Dive Bomber), regia di Michael Curtiz (1941)
- Piccole volpi (The Little Foxes), regia di William Wyler (1941)
- La storia del generale Custer (They Died with Their Boots On), regia di Raoul Walsh (1941)
- Pacific Blackout, regia di Ralph Murphy (1941)
- King of the Mounties, regia di William Witney (1942)
- Strictly in the Groove, regia di Vernon Keays (1942)
- Blondie for Victory, regia di Frank R. Strayer (1942)
- Hitler - Dead or Alive, regia di Nick Grinde (1942)
- Gianni e Pinotto tra i cowboys (Ride 'em Cowboy), regia di Arthur Lubin (1942)
- Che donna! (What a Woman!), regia di Irving Cummings (1943)
- Qualcuno da ricordare (Someone to Remember), regia di Robert Siodmak (1943)
- Janie, regia di Michael Curtiz (1944)
- Hat Check Honey, regia di Edward F. Cline (1944)
- Fiamme a San Francisco (Flame of Barbary Coast), regia di Joseph Kane (1945)
- Strada scarlatta (Scarlet Street), regia di Fritz Lang (1945)
- Sansone e Dalila (Samson and Delilah), regia di Cecil B. DeMille (1949)
- The Flying Saucer, regia di Mikel Conrad (1950)
- Bowery Battalion, regia di William Beaudine (1951)
- La 14ª ora (Fourteen Hours), regia di Henry Hathaway (1951)
- Man of Conflict, regia di Hal R. Makelim (1953)

### Televisione
- Crossroads – serie TV, 5 episodi (1955-1957)
- Navy Log – serie TV, episodio 1x25 (1956)
- Telephone Time – serie TV, episodio 2x07 (1956)
- West Point – serie TV, episodi 1x27-1x34 (1957)
- Panico (Panic!) – serie TV, episodio 1x05 (1957)